# Broderkonsberg
Der Broderkonsberg ist ein 378,4 m ü. NHN hoher Berg im Norden des Rheinwesterwälder Vulkanrückens (Niederwesterwald) auf dem Gebiet der Stadt Bad Honnef. 

## Geographie
Der Broderkonsberg liegt knapp zwei Kilometer westlich von Aegidienberg und dreieinhalb Kilometer östlich des Stadtzentrums von Bad Honnef im Naturpark Siebengebirge und dem gleichnamigen Naturschutzgebiet. Er ist die östliche und höchste Anhöhe des sogenannten Dreiergipfels, der von Broderkonsberg, Mittelberg und Himmerich gebildet wird und die umgebende Hochfläche des Rheinwesterwälder Vulkanrückens um etwa 60 m überragt. Der Berggipfel weist auffallend steile Böschungswinkel zwischen 15° und 20° auf, ist bewaldet und nicht über reguläre Wanderwege zugänglich. Am nordöstlichen Bergrücken verläuft der Stellweg, ein geradliniger ausgebauter Schneisenweg, der im oberen Bereich des Naturparks Siebengebirge vom Nordrand des Asbergs (südliche Stadtgrenze Bad Honnefs) bis nach Ittenbach führt. An der Nordseite des Bergs entspringt der Stenzbach, der als Oberlauf des Ohbachs angesehen werden kann.

## Geologie
Der Broderkonsberg gilt als petrografisch komplex aufgebaut. Er besteht aus Trachyt, Quarztrachyttuff und Siliciumdioxid-untersättigtem Hawaiit.

## Geschichte
Der Name des Berges lautete ursprünglich „Bruderkunzberg“, nach einem Einsiedler gleichen Namens. In der Anfang des 19. Jahrhunderts durchgeführten Topographischen Aufnahme der Rheinlande wurde er als Brudiconsberg bezeichnet. Lokale Flurbezeichnungen sind (Am) Proticonsberg und Vor bzw. Hinter dem Protokonsberg. Am Broderkonsberg fand bis in die 1930er-Jahre ein Steinbruchbetrieb geringeren Ausmaßes statt.